# 松田いちほ
松田 いちほ（まつだ いちほ、1975年4月1日 - ）は、日本の女優、元AV女優、元ヌードモデル。旧芸名は松田 一穂。

## 来歴
「松田一穂」の名でAV女優としてデビュー。デビュー前に大阪有線放送の新人賞に入賞するという経歴を持ち、アダルトビデオ作品でも歌声を披露、初の写真集のコピーにも「新人ミュージシャン、裸でデビュー。」と記された。1996年以降は「松田いちほ」と改名し、濡れ場のあるオリジナルビデオ作品や、『家族シネマ』など一般映画などに進出した。

## 主な出演作品

### アダルトビデオ
- 早熟美人（1995年、宇宙企画） - デビュー作
- 都会のオペラ（1995年、宇宙企画）
- 歌姫（1995年、宇宙企画）
- 宇宙企画Classic 松田一穂（2003年、宇宙企画）

### オリジナルビデオ
- （裏）盗撮ナンパ道（1996年）
- ラブホテルの夜2（1996年、オムニバス）- 主演
- PSYCHIC SCHOOL WARS 学校が危ない! 淫霊女学園（1996年）
- 女教師日記2 暴かれた性（1996年）
- ヤンママ愚連隊（1997年）
- イカせる宅配ホスト 牝塾狩り（1997年）
- 喧嘩愚連隊（1998年）
- Zero WOMAN 危ない遊戯（1998年） - 準主演
- マル走改造自動車教習所2 疾風怒濤篇（1998年）
- ヤンママ愚連隊2（1998年）
- 大阪極道戦争外伝 シャブ極道 暴発篇（1999年）

### 映画
- 痴漢白書 劇場版II 真冬のキッス（1997年、西山洋一監督） - 主演
- 家族シネマ（1998年、パク・チョルス監督） - 羊子役

### テレビドラマ
- あした天気に（1998年、NHK）
- シネマカクテル ABC…XYZ（1999年6月-7月、関西テレビ放送） - 片山千香役 ※「一穂」名義

## 書籍
- イチズ 松田一穂ファースト写真集（1995年10月、西田幸樹撮影、英知出版） ISBN 4754211014
- BLUES 松田いちほ写真集（1999年2月、横木安良夫撮影、ティアイエス） ISBN 4886181910